# Psychoda satchelli
Psychoda satchelli és una espècie d'insecte dípter pertanyent a la família dels psicòdids.

## Descripció
- És de color groguenc pàl·lid amb antenes de 14 segments (els núms. 13 i 14 molt semblants en grandària).[4]

## Reproducció
Es reprodueix en molts hàbitats diferents, incloent-hi marges de rierols i rius, compost, cambres de banys i sitges.

## Distribució geogràfica
Es troba a Europa (Bèlgica, els Països Baixos, Suècia, Noruega, Finlàndia, Alemanya), Turquia i Nord-amèrica (des de Geòrgia fins al Quebec, Alaska i Califòrnia, incloent-hi Pennsilvània, Ontario i Michigan).